# Iván Arboleda
Iván Mauricio Arboleda (San Andrés de Tumaco, 21 aprile 1996) è un calciatore colombiano, portiere del Millonarios.

## Carriera
Cresciuto nelle giovanili del Banfield, ha esordito il 20 marzo 2016 in occasione del match pareggiato 1-1 contro il River Plate.
Il 4 settembre 2021 firma per gli spagnoli del Rayo Vallecano.

## Statistiche

### Presenze e reti nei club
Statistiche aggiornate al 13 marzo 2018.
| Stagione        | Squadra         | Campionato      | Campionato | Campionato | Coppe nazionali | Coppe nazionali | Coppe nazionali | Coppe continentali | Coppe continentali | Coppe continentali | Altre coppe | Altre coppe | Altre coppe | Totale | Totale | Totale |
| Stagione        | Squadra         | Comp            | Pres       | Reti       | Comp            | Pres            | Reti            | Comp               | Pres               | Reti               | Comp        | Pres        | Reti        | Pres   | Reti   |        |
| --------------- | --------------- | --------------- | ---------- | ---------- | --------------- | --------------- | --------------- | ------------------ | ------------------ | ------------------ | ----------- | ----------- | ----------- | ------ | ------ | ------ |
| 2016            | Banfield        | PD              | 1          | -2         | CA              | 0               | 0               | CS                 | 0                  | 0                  |             | -           | -           | 1      | -2     |        |
| 2016-2017       | Banfield        | PD              | 1          | -2         | CA              | 1               | -2              |                    | -                  | -                  |             | -           | -           | 2      | -4     |        |
| 2017-2018       | Banfield        | PD              | 7          | -4         | CA              | 0               | 0               | CL                 | 4                  | -6                 |             | -           | -           | 11     | -10    |        |
| Totale carriera | Totale carriera | Totale carriera | 9          | -8         |                 | 1               | -2              |                    | 4                  | -6                 |             | -           | -           | 14     | -16    |        |